# Kelly Link
Kelly Link (ur. 19 lipca 1969 w Miami) – amerykańska pisarka, tworząca krótkie formy z pogranicza fantasy i horroru. Laureatka nagród Hugo, Nebula oraz World Fantasy.

## Życiorys
Ukończyła Columbia University w Nowym Jorku i Uniwersytet Karoliny Północnej w Greensboro. W 1995 uczęszczała na słynne warsztaty Clarion Workshop.
Link razem z mężem Gavinem J. Grantem prowadzi wydawnictwo Small Beer Press, z siedzibą w Northampton, Massachusetts. Oboje współwydają coroczną antologię Year’s Best Fantasy and Horror (razem z Ellen Datlow) oraz fanzin fantasy Lady Churchill’s Rosebud Wristlet.
Link wykłada obecnie na kilku uczelniach, uczy także podczas warsztatów pisarskich. Mieszka z mężem, Gavinem Grantem, oraz córką w Northampton.

### Inne opowiadania wydane w Polsce
- Lekcje latania (Flying Lessons, Kroki w nieznane 2006)
- Kapelusz specjalisty (The Specialist’s Hat, Nowa Fantastyka, nr 7 2006)
- Konstabl z Abal (The Constable of Abal, Nowa Fantastyka, nr 6 2008)
- Śliczne potwory (Pretty Monters, Nowa Fantastyka, nr 5 2009)
- Światło (Light, F&SF, nr 2 2010)

## Nagrody
- Travels with the Snow Queen (Nagroda Jamesa Tiptree Jr. 1997)
- Kapelusz specjalisty (The Specialist’s Hat Nagroda World Fantasy 1999)
- Louise’s Ghost (Nebula 2001)
- Magia dla początkujących (Magic for Beginners Nebula 2005)
- Czarodziejska torebka (The Faery Handbag, Hugo, Nebula i Nagroda Locusa 2005)
- Kamienne zwierzęta (Stone Animals, Best American Short Stories 2005)
- Magia dla początkujących (zbiór opowiadań Nagroda Locusa 2006)
- Śliczne potwory (Pretty Monters Nagroda Locusa 2008)